# Debra Lafave
Debra Jean Williams (de soltera: Beasley; Riverview, 28 de agosto de 1980), más conocida por su antiguo nombre de casada Debra Lafave, es una delincuente sexual condenada que anteriormente enseñó en la escuela secundaria Angelo L. Greco en Temple Terrace (Florida). En 2005, se declaró culpable de agresión lasciva contra un adolescente. Los cargos se derivaron de un encuentro sexual con un estudiante de 14 años a mediados de 2004. El acuerdo de culpabilidad de Lafave incluyó no servir tiempo en prisión, optando por tres años de arresto domiciliario debido a preocupaciones de seguridad, y siete años de libertad condicional.

## Primeros años y educación
De 1995 a 1996 Lafave salió con Nick Carter, asistió a East Bay High School hasta 1996, se graduó de Bloomingdale High School en 1999 y asistió a la University of South Florida, con un título en inglés. Después de graduarse de la universidad, fue contratada como profesora de inglés en la Greco Middle School en Temple Terrace, Florida. En 2003, después de su primer año de enseñanza, se casó con Owen Lafave.

## Primer arresto y juicio
Lafave tuvo relaciones sexuales, incluido sexo oral, con un estudiante en cuatro ocasiones: una vez en su casa, otra vez en su aula portátil y varias veces en su automóvil. En mayo de 2004, el chico y Lafave fueron a ver a su primo en Ocala. Su tía se alarmó al verlo en compañía de una mujer vestida de manera provocativa y alertó a su madre. Bajo un intenso interrogatorio de la madre del chico, admitió que la mujer era Lafave. Los oficiales en Temple Terrace grabaron conversaciones entre Lafave y el chico, luego la arrestaron en su siguiente reunión. Se presentaron dos conjuntos de cargos separados porque los supuestos incidentes ocurrieron tanto en Riverview, en Condado de Hillsborough, como en Ocala, en Condado de Marion. Se fijó una fecha para el juicio después de que la fiscalía y la defensa no pudieron ponerse de acuerdo sobre un acuerdo con la fiscalía que involucraba tiempo en prisión. Lafave enfrentó una sentencia de 5 a 15 años por cada uno de los dos cargos que se le imputan.
Poco antes de que comenzara el juicio, Lafave se declaró culpable y fue sentenciada a tres años de control comunitario —arresto domiciliario— y siete de libertad condicional como delincuente sexual. Los fiscales defendieron el acuerdo, diciendo que la libertad condicional para delincuentes sexuales en Florida es bastante difícil de completar; Lafave podría haber ido a la cárcel si violara alguno de los términos de la libertad condicional.
Con la declaración de culpabilidad de Lafave, su carrera como docente llegó a su fin. Por parte de su acuerdo con la fiscalía, se le pidió que renunciara a su licencia de enseñanza y se le prohibió volver a educar en Florida. Según los términos de su libertad condicional, tenía que estar en casa a las 10 p. m. todos los días, no podía salir del condado de Hillsborough sin el permiso de un juez y no podía estar cerca de jóvenes. También tuvo que registrarse como delincuente sexual. Hubo un escepticismo generalizado sobre si un hombre culpable de agresión lasciva habría recibido un castigo igualmente leve.
El 8 de diciembre de 2005, el juez de circuito del condado de Marion, Hale Stancil, rechazó el acuerdo de culpabilidad, alegando que cualquier acuerdo que no requiriera que Lafave cumpliera algún tiempo en prisión «socavaría la credibilidad de este tribunal y del sistema de justicia penal en su conjunto, y erosionaría la confianza del público en nuestras escuelas». Estableció una fecha para el juicio para el 10 de abril de 2006. Posteriormente, el fiscal del estado del condado de Marion retiró los cargos. En una declaración, los fiscales citaron una evaluación del psicólogo Martin Lazoritz que encontró que el adolescente estaría tan traumatizado por un posible juicio que le tomaría hasta ocho años recuperarse.
El abogado de Lafave, John Fitzgibbons, declaró: «Ubicar a Debbie en una penitenciaría de mujeres del estado de Florida, colocar a una joven atractiva en ese tipo de infierno, es como poner un trozo de carne cruda con leones». Suzanne Goldenberg de The Guardian afirmó que Lafave evitó la cárcel debido a la creencia errónea entre los estadounidenses de que era «demasiado bonita para ir a prisión». Ariel Levy, escribiendo para New York, calificó la declaración de Fitzgibbons de «notoria» y el exmarido de Lafave la criticó. Los comentaristas han afirmado que la atención prestada a este caso en particular surgió de la apariencia física de Lafave. Fotografías provocativas de Lafave como modelo han circulado en Internet desde que ganó notoriedad.
El Departamento de Policía de Temple Terrace fue objeto de escrutinio por tomar fotografías gráficas de desnudos de Lafave mientras ella estaba en estribos en una celda de la cárcel. John Gillespie, el detective principal que solicitó las fotografías de Lafave desnuda, fue arrestado antes del juicio en una operación de prostitución no relacionada.

## Segundo arresto y violación de la libertad condicional

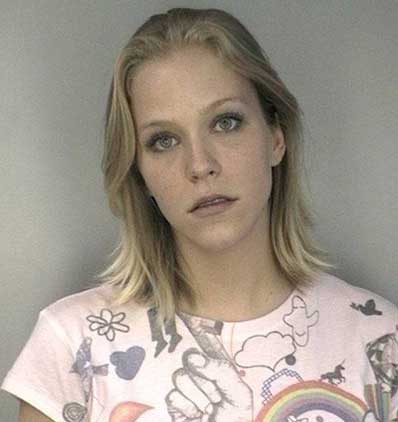
Retrato policial de Lafave el 4 de diciembre de 2007.

Lafave fue arrestada el 4 de diciembre de 2007 por violar su libertad condicional al hablar con una compañera de trabajo de un restaurante de 17 años. Sin embargo, el tribunal dictaminó que la violación no fue intencional ni sustancial, y no revocó su libertad condicional.

## Consecuencias
Más tarde, Lafave atribuyó sus acciones delictivas al trastorno bipolar, que se asocia con cambios de humor intensos e irregulares, y con hipersexualidad y falta de juicio durante los episodios maníacos. También fue tratada por trastorno bipolar después de que supuestamente fue violada a los 13 años por un compañero de clase. En el momento de su arresto, su hermana también había sido asesinada recientemente por un conductor ebrio.
En julio de 2008, dentro de los términos de su acuerdo de culpabilidad, Lafave solicitó convertir el resto de su arresto domiciliario en libertad condicional, habiendo cumplido con otros términos como terapia para delincuentes sexuales y servicio comunitario. Su petición fue concedida y su arresto domiciliario terminó cuatro meses antes. El 29 de octubre de 2009, se autorizó a Lafave a tener contacto sin supervisión con algunos chicos. El 22 de septiembre de 2011, Lafave propuso poner fin a su libertad condicional cuatro años antes, basándose en haber cumplido todas las demás obligaciones. Su petición fue concedida y su libertad condicional terminó ese día. La familia del adolescente declaró que apelaría la decisión. La terminación anticipada de la libertad condicional fue revocada por el segundo distrito Tribunal de Apelaciones el 15 de agosto de 2012.
Lafave le pidió a la Corte Suprema de Florida que restableciera su liberación de la libertad condicional. El 24 de enero de 2013, se ordenó a Lafave que continuar su libertad condicional mientras la Corte Suprema de Florida esperaba escuchar el caso. En octubre de 2014, la Corte Suprema de Florida falló a favor de Lafave.

## En la cultura popular
La novela Tampa, de Alissa Nutting, se inspiró en el caso de Debra Lafave.